# 옌디 필립스
옌디 필립스(Yendi Phillips, 1985년 9월 8일 ~ )는 자메이카의 미인 대회 우승자, 모델, 사회자이다. 2007 미스 자메이카 월드, 2010 미스 자메이카 유니버스 우승자이며 미스 유니버스 2010에서 자메이카 대표로 참가했다.